# Region Diego Martin
Diego Martin – jeden z dziewięciu regionów Trynidadu i Tobago. Powierzchnia regionu wynosi 127,53 km². Siedzibą władz jest Petit Valley.

## Największe miasta
- Petit Valley
- Carenage
- Diego Martin
- Maraval
- Westmoorings